# Lindisfarne (Tasmanien)
Lindisfarne ist ein Vorort von Hobart im Südosten des australischen Bundesstaates Tasmanien. Er liegt ca. 6 km nordöstlich der Innenstadt am Ostufer des Derwent River und gehört zur Local Government Area Clarence City. Beim Census 2011 lebten hier 6.179 Personen.

## Geschichte
Die Vorstadt wurde nach Lindisferne House, einem Herrenhaus, das in den 1820er-Jahren bei der Vorstadt Rosny erbaut wurde, benannt. Ab 1892 hieß die Siedlung Beltana, aber wegen der Verwechslungsgefahr mit Bellerive wurde sie 1903 in Lindisfarne umbenannt. Namenspatron war in diesem Falle die Gezeiteninsel Lindisferne in der See vor Northumberland im Norden Englands. Der östlichste Teil des Zentrums von Lindisfarne, wo der Beltana Bowls Club und das Beltana Hotel liegen, heißt heute noch bei der Bevölkerung Beltana.

## Wassersport
Lindisfarne umgibt die gleichnamige Bucht, einer von vielen ähnlichen, geschützten Ankerplätzen am Derwent River. Dort haben sich eine Reihe von Sportvereinen angesiedelt, die sich mit Rudern, Segeln und Motorbootfahren auf den Wasserwegen von Hobart befassen.
Der Motor Yacht Club of Tasmania in der Lindisfarne Bay (s. Foto), der Lindisfarne Sailing Club und der Lindisfarne Rowing Club (der Club, in dem die Ruderer Scott Brennan und Stephen Hawkins aktiv sind) liegen alle am Ufer der Bucht.

## Sport
Daneben gibt es einen großen Sportplatz mit Spielfeldern – Heimat der Lindisfarne Blues, die in der Southern Tasmanian Football League (heute SFL), und des Lindisfarne Cricket Club, der in der Tasmanian Grade Cricket, Teil der Tasmanian Cricket Association, spielt –, Tennisplätze – Heimat des Lindisfarne Tennis Club –, den Beltana Bowls Club und einen ANZAC Memorial Park, alle auf einem Hügel, von dem aus man den Derwent River und den Mount Wellington sehen kann. Im ANZAC Memorial Park findet man einen großen Køkkenmøddinger der tasmanischen Aborigines.

## Rentnersiedlungen
In Lindisfarne gibt es auch eine Reihe großer Rentnersiedlungen und ähnlicher Wohneinrichtungen für ältere Mitbürger, einschließlich des Queen Victoria Home und der Freemasons' Homes of Southern Tasmania.

## Kirchliche Organisationen
Einige kirchliche Organisationen in Lindisfarne wurden nach den Heiligen und Studenten des englischen Lindisfarne benannt, wie die St. Aidan’s Anglican Church und die St. Cuthbert's Catholic Primary School.

## Schulen
Schulen in Lindisfarne sind die St. Cuthbert's Catholic Primary School, die Lindisfarne North Primary School und die Lindisfarne State Primary School. Vorschulunterricht gibt es im Kinder Cottage.